# Mésoplanète

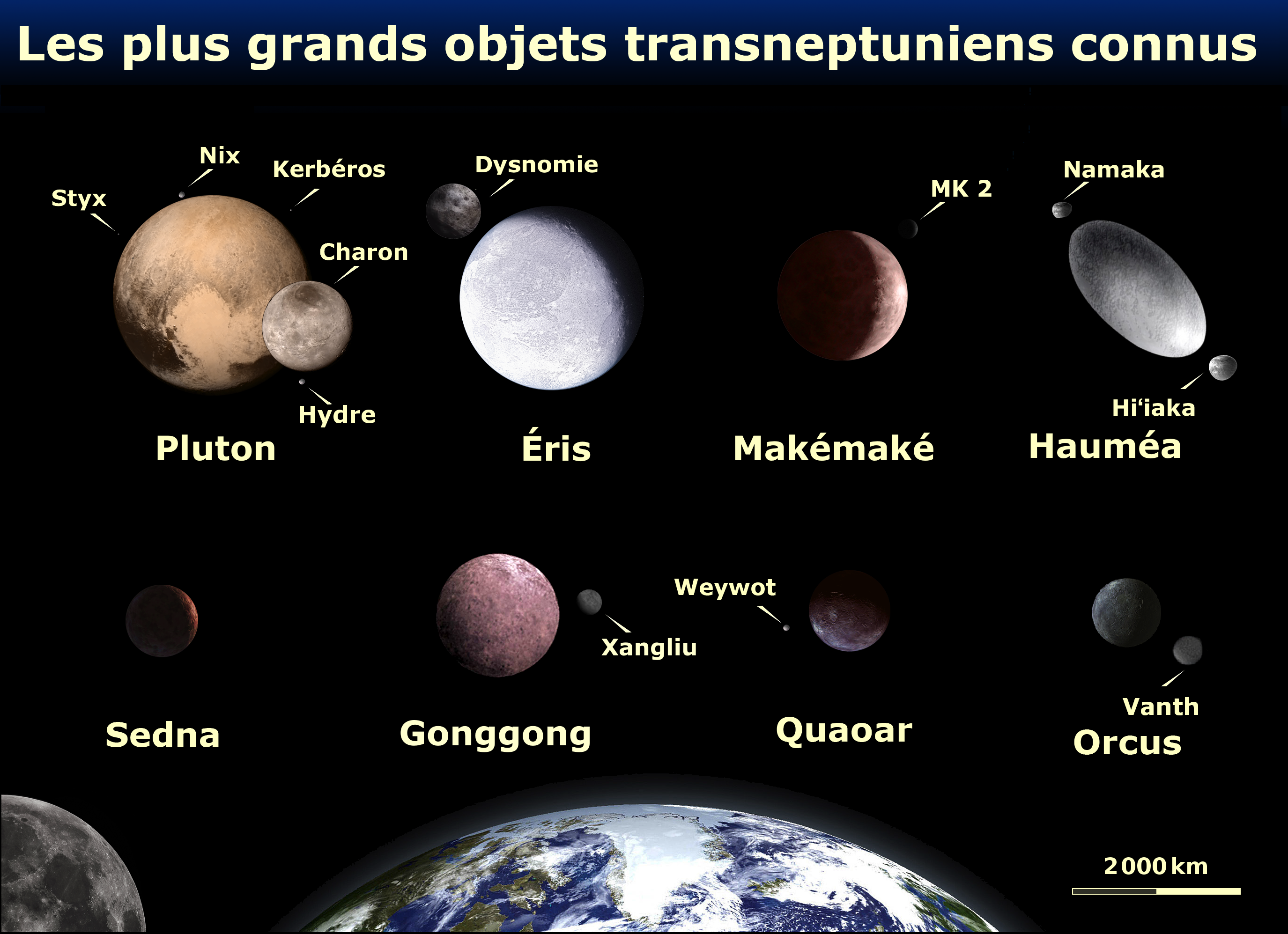
Dimensions relatives des huit plus grands objets transneptuniens connus par rapport à la Terre. Parmi eux, les quatre plus grands — Éris, Pluton, Makémaké et Hauméa (ex-)

Le terme mésoplanète est un néologisme proposé par l'auteur de science-fiction Isaac Asimov pour désigner les corps célestes de taille inférieure à celle de Mercure, mais plus volumineux que Cérès. Le nom mésoplanète est une composition du grec méso (entre) et de planète.
Cette appellation est devenue caduque depuis la création de la catégorie « planète naine » en août 2006 et de la sous-catégorie « plutoïde » en juin 2008 par l'Union astronomique internationale.
Ce mot a trouvé un nouveau sens au cours de la décennie suivante pour désigner une catégorie de planètes situées cette fois en dehors du système solaire, en fonction de leur température (Habitable Class, hClass).